# معد بن عدنان
معد بن عدنان، الجد التاسع عشر للنبي محمد بن عبد الله وجد بنو عدنان جد عرب الحجاز. ولد في مكة ومات بها. حكى الطبري وابن سعد أن معد بن عدنان كان يكنى أبا قضاعة، وقال البلاذري: كان يكنى أبا نزار، ويقال أنه يكنى أبا حيدة، واسم معد عند العرب يعني الخشونة والرجولة  وقد عاش معد بن عدنان في فتره 1300 قبل الميلاد وقيل 1500 قبل الميلاد.

## نسبه
وفقاً للتقاليد الإسلامية معد بن عدنان بن أدد بن هميسع بن نبت بن إسماعيل بن إبراهيم، وهما من ولد سام بن نوح، من ذرية آدم.
وروي حديث عن أم سلمة في شأن نسبة الى إسماعيل قال النبي صلى الله عليه وسلم ««مَعْدُ بنُ عَدنانَ بنِ أُدَدِ بنِ زَنْدَ بنِ البَراءِ بنِ أعْراقِ الثَّرى». قالتْ: ثُمَّ قَرَأَ رسولُ اللهِ صلَّى اللهُ عليه وسلَّمَ: (أَهْلَكَ عَادًا وَثَمُودَ وَأَصْحَابَ الرَّسِّ وَقُرُونًا بَيْنَ ذَلِكَ كَثِيرًا) [الفرقان: 38]، {لَا يَعْلَمُهُمْ إِلَّا اللَّهُ} [إبراهيم: 9] قالتْ أُمُّ سَلَمةَ: وأعراقُ الثَّرى: إسماعيلُ بنُ إبراهيمَ، وزَنْدٌ: هَمَيْسَعٌ، وبَراءٌ: نَبتٌ» فيكون معد بن عدنان هو الحفيد الخامس للنبي إسماعيل بن إبراهيم
ومعروف أن النسب فوق عدنان مختلف فيه وقد ذكره النبي محمد في إشارة إلى قوله تعالى: ﴿وَعَادًا وَثَمُودَ وَأَصْحَابَ الرَّسِّ وَقُرُونًا بَيْنَ ذَلِكَ كَثِيرًا ۝٣٨﴾ (سورة الفرقان، الآية 38)، غير أنه معروف لدى العرب أن الولد قد ينسب إلى جده فنقول عدنان بن إسماعيل أو من ولد إسماعيل رغم أن بينهما دهراً وأجيالاً.

## أمه
اختلف المؤرخون في اسم أمه على أقوال هي:
1. القول الأول : هي مهدد بنت اللهم بن جلحب من جديس بن حاثر من إرم من سام بن نوح.

وهذا القول قاله ابن الكلبي في الجمهرة، ورواه عنه كل من البلاذري، وابن حبيب في كتاب الأمهات، وابن سعد وعنده: جاثر بن إرم، والطبري وقال: وقيل ابن الطوسم من ولد يقشان بن إبراهيم خليل الرحمن، قال البلاذري: وقال بعضهم هي من طسم والأول أثبت. وقال الحافظ ابن حبان: مهددة بنت جلحب بن جديس.
1. القول الثاني : هي منهاد بنت لهم بن جليد بن طسم. قاله المصعب الزبيري في نسب قريش.
2. القول الثالث : هي تيمة بنت يشجب بن يعرب بن قحطان، حكاه ابن دريد في الاشتقاق

## أولاده
ذكر الطبري أنهم:
1. نزار بن معد
2. قضاعة بن معد
3. إياد بن معد
4. قنص بن معد
5. عبيد الرماح بن معد، ودخل بنوه في قبيلة كنانة المضرية[14]
6. سنام بن معد، ودخل بنوه في قبيلة مذحج اليمانية [15]
7. العرف بن معد
8. عوف بن معد، ودخل بنوه في قبيلة عضل المضرية[14]
9. شط بن معد
10. حيدان بن معد
11. حيدة بن معد
12. جنيد بن معد
13. جنادة بن معد
14. حيادة بن معد
15. القحم بن معد، ودخل بنوه في قبيلة كنانة المضرية [16]
16. أود بن معد، ودخل بنوه في قبيلة مذحج اليمانية [16]

وزاد البعض ابن واحد وهو: الضحاك بن معد.

## طالع كذلك
| سبقه عدنان بن أد | نسب النبي محمد | تبعه نزار بن معد |